# Sampiero Corso
 (avril 2017).
Si vous disposez d'ouvrages ou d'articles de référence ou si vous connaissez des sites web de qualité traitant du thème abordé ici, merci de compléter l'article en donnant les références utiles à sa vérifiabilité et en les liant à la section « Notes et références ».
Sampiero Corso, en corse Samperu Corsu, ou Sampieru de Bastelica, né le 23 mai 1498 à Bastelica et mort le 17 janvier 1567 aux environs d'Eccica-Suarella, est un mercenaire corse (ou condottiere, du nom des contrats de louage au plus offrant), qui a fait une grande partie de sa carrière au service de la France, notamment lors de l'expédition française en Corse de 1553, après s'être « loué » dans un premier temps à un Médicis de Florence puis d'autres acteurs de l'histoire italienne, et avoir ensuite aussi fait carrière en Turquie. 
Il fait partie, avec Napoléon Ier et Pascal Paoli, des Corses les plus célèbres et est actuellement considéré par le nationalisme corse comme son plus ancien représentant, en tant que combattant contre la domination génoise sur l'île.

## Biographie

### Origines familiales
Le lieu de naissance de Sampiero Corso est peut-être, selon les historiens contemporains de Sampiero (De Thou, Ceccaldi, Merello), non pas Bastelica, mais un territoire dépendant de cette cité, situé près de la tour de Minusto (détruite par la suite), aujourd'hui appelé Bastelicaccia, près du golfe d'Ajaccio. Il serait alors né entre deux transhumances, car une partie de la population bastelicaise descendait sur le littoral en septembre-octobre pour ne remonter qu'à la fin juin en altitude (en estive).
Issu d'un lignage paternel de notables corses, roturier, mais assez puissant localement, il est le fils de Guglielmo de Bastelica, dont les ancêtres sont connus jusqu'à son arrière-grand-père Marc'Antonio vers 1400, et d'une mère de petite noblesse (Cinarchese da Bozzi), et est lui-même de statut roturier. Il a un frère, Filippo, et deux sœurs. 
Si son père Guglielmo a toujours vécu à Bastelica, deux oncles de Sampiero sont devenus officiers, Giacomo à Gênes, Tristano à Florence.

### Carrière militaire en Italie
Sampiero commence sa carrière à 14 ans, lui aussi à Florence : il entre au service de Jean des Bandes Noires (Ludovico de Medici, né en 1498), lui-même au service de son cousin Jean de Médicis (né en 1475), pape Léon X à partir de 1513.
Sampiero participe à la campagne de 1516 contre les Orsini, sous les ordres de son oncle Tristan, et en 1516-1517 contre le duché d'Urbino. À partir de 1519, le pape est allié à Charles Quint. En 1521, la condotta de Ludovico de Medici est aux côtés des troupes impériales pour la reprise de Milan aux Français.
Après la mort de Léon X et son remplacement par Adrien VI (mars 1522), Ludovico perd son principal soutien et passe au service de la France ; Sampiero participe donc à la bataille de la Bicoque (27 avril 1522), où l'armée française est battue.
Après la mort de Ludovico de Medici (novembre 1526), Sampiero sert le pape Clément VII puis, à partir de 1530, Hippolyte de Médicis.

### Au service de FrançoisIer
À partir de 1535, il fait partie des proches du cardinal Jean du Bellay, ambassadeur de France à Rome, et sa destinée est désormais attachée à la Maison de France. Il se couvre de gloire dans les armées de François Ier, se bat aux côtés de Bayard, et reçoit, en 1547, le grade de colonel, commandant l’ensemble des « bandes corses » au service de François Ier.
Comme le veut l’usage à l’époque, il reçoit le surnom de « Corso », qui indique son origine et qui lui est resté attaché. Il tire de ses talents militaires et de sa bravoure au combat une importante richesse.
En 1545, il épouse une jeune noble de l'île, Vannina d'Ornano, âgée de 15 ans, dont il aura entre autres Alphonse.

### L'expédition française en Corse et ses suites (1553-1560)
Cette époque est caractérisée par la lutte de la France de François Ier puis d'Henri II contre Charles Quint, empereur d'Allemagne, roi d'Espagne, roi de Naples et de Sicile et par celle des Ottomans contre Charles Quint, la France étant en l'occurrence alliée avec le sultan Soliman le Magnifique.
Un des objectifs de la France en Méditerranée est de prendre le contrôle stratégique de la Corse, qui relève alors de la république de Gênes, alliée de l'Espagne. C'est la raison pour laquelle Henri II décide d’apporter son aide à Sampiero pour une première expédition en Corse.
En 1553, Sampiero Corso, à la tête d'une escadre franco-turque, Sampiero débarque dans l'île et parvient à s'emparer de la citadelle d'Ajaccio et à soulever l'étendard de la révolte. Le maréchal de Thermes fait renforcer la citadelle d'Ajaccio.
Avec ses alliés, les Ornano, famille de son épouse, il rallie à lui le peuple, les familles des capurali et les seigneurs.
Il remporte quelques succès sur les Génois commandés par l’amiral Andrea Doria, mais cette guerre tourne court car la France est préoccupée par le rapprochement entre l’Angleterre et l’Espagne.

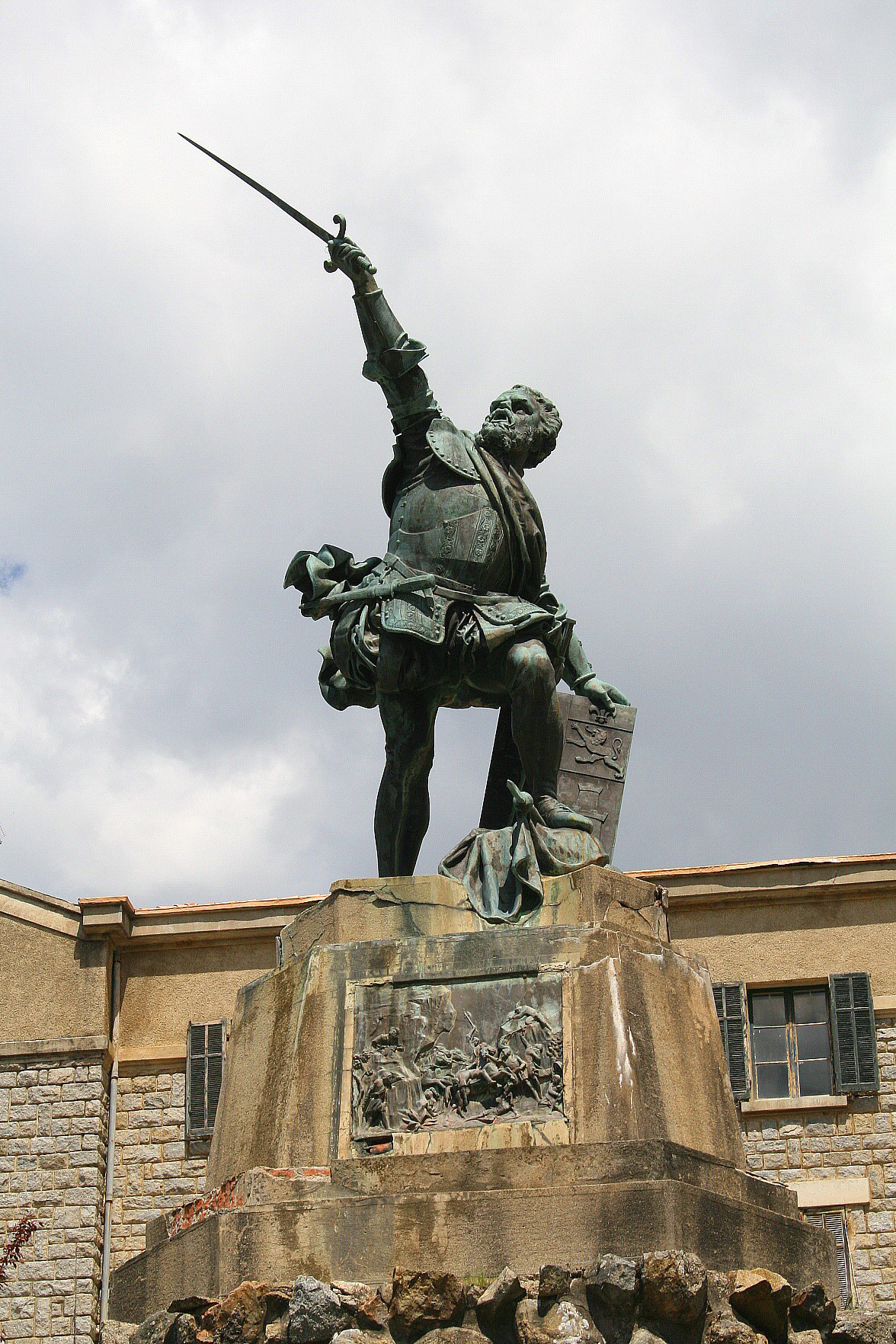
Statue de Sampiero Corso, par Vital Dubray, place du hameau de Santo à Bastelica.

La couronne rappelle le maréchal de Thermes et Sampiero en 1555. Un armistice est conclu à Vaucelles[Lequel ?] en 1556 et met fin aux hostilités pour cinq ans.
Malgré la réoccupation de Bastia et de Calvi par Gênes, la Corse reste possession française durant quatre années, administrée par le général Jourdan des Ursins (Giordano Orsini), membre d’une grande famille romaine et qui avait servi sous les ordres du maréchal de Thermes.
La défaite française de Saint-Quentin en 1557 et la signature du traité du Cateau-Cambrésis en 1559 entraîne le retour de la Corse sous la domination de Gênes. Lors de la signature du traité, les émissaires français tentent bien de conserver l’île à la couronne, mais ils doivent y renoncer pour conserver Calais, Metz, Toul et Verdun. 
Henri II étant mort en juillet 1559, le pouvoir en France est exercé par la reine-mère Catherine de Médicis ; du point de vue des relations internationales, la France renonce à entretenir une flotte conséquente en Méditerranée et ne peut plus agir officiellement en Corse contre la république de Gênes. 
Gouverneur d’Aix-en-Provence en 1560, Sampiero Corso est ensuite nommé ambassadeur extraordinaire à Constantinople, laissant son épouse et ses enfants dans la demeure familiale de Marseille.

### Le meurtre tragique de Vannina d'Ornano (1563)
Mais la jeune femme se morfond et se laisse influencer par le précepteur de ses enfants, l’abbé Michel-Ange Ombrone, un agent génois. Vannina vend alors les biens de Sampiero et s’embarque pour la capitale ligure, dans l'espoir de négocier la paix. L’ayant appris, son époux fait intercepter le navire. Il juge alors sa femme et la condamne à mort. Elle accepte la sentence, lui demandant seulement de l’étrangler de ses propres mains plutôt que de la livrer au lacet du bourreau, ce qu'accepte Sampiero.

### L'intervention en Corse et la fin de Sampiero (1564-1567)
Avec l’accord probable de Catherine de Médicis, Sampiero revient en Corse en 1564 à la tête d’une petite troupe de Corses et de mercenaires gascons. Une fois encore il remporte quelques combats peu significatifs comme la bataille de Vescovato, mais, sans l’aide de la France, se trouve vite isolé et épuise ses forces. La population se lasse et les grandes familles font défection et se rallient à Gênes.
La famille d’Ornano met alors sa tête à prix, offrant deux mille ducats d’or à qui la ramènerait ; Gênes en promet quatre mille en plus. 
Le 17 janvier 1567, à 68 ans, son capitaine, Vittolo, l'a attiré dans l'embuscade où il est tué et à laquelle ont participé les trois cousins de sa femme. Sa tête est ensuite exposée par les Génois à Ajaccio.

## Descendance
Son fils, Alphonse d'Ornano (il a pris le nom de sa mère) puis le fils de ce dernier Jean-Baptiste d'Ornano (son petit-fils donc), ont été élevés à la dignité de maréchal de France.Sa famille descendante actuelle se nomme GISTUCCI.

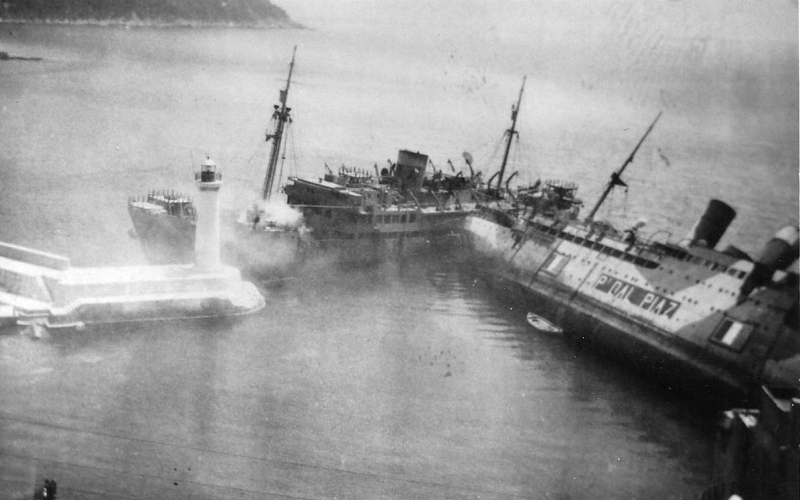
Navire, à gauche, au nom de Sampiero Corso.

## Littérature
Sa vie et surtout l’histoire du drame de son couple a fait l’objet d’un opéra Sampiero Corso, écrit par Henri Tomasi, créé au Grand Théâtre de Bordeaux, le 6 mai 1956.
La légende veut aussi que Shakespeare se soit inspiré de cette tragique affaire pour créer le personnage d’Othello.

### Ouvrages historiques

#### Anciens
- Jacques Rombaldi, La Corse française au XVIe siècle. Sampiero Corso, colonel général de l'infanterie corse au service de la France, Paris, E. Lechevalier, 1887
- Arrigo Arrighi, Histoire de Sampiero Corso : ou, Guerre de l'indépendance, 1553-1569, Bastia, Fabiani frères, 1842 (lire en ligne)
- Pierre-Paul Raoul Colonna de Cesari Rocca, Histoire de la Corse, Paris, Charles Bayle, 1890, 208 p. (lire en ligne), p. 66-83

#### Récents
- Fernand Braudel, La Méditerranée et le monde méditerranéen à l'époque de Philippe II, Paris, Armand Colin, 1949 (8 rééditions de 1966 à 1990)
- Michel Vergé-Franceschi et Antoine-Marie Graziani, Sampiero Corso, 1498-1567 : un mercenaire européen au XVIe siècle, Ajaccio, A. Piazzola, 1999,  (ISBN 978-2-907161-50-3)
- Michel Vergé-Franceschi Les Maréchaux d'Ornano au cœur de l'Histoire A. Piazzola, 2019,  (ISBN 978-2-36479-108-4)

### Bande dessinée
- Frédéric Bertocchini et Eric Rückstühl (couleurs de Rémy Langlois), Le Colonel, éditions DCL, 2013, 46 p.
- Frédéric Bertocchini et Eric Rückstühl (couleurs de Rémy Langlois), Vannina d'Ornano (Le Colonel, tome 2), éditions DCL, 2014, 54 p.